# William O. Darby
William Orlando Darby est un officier américain, né le 8 février 1911 et mort le 30 avril 1945. Durant la Seconde Guerre mondiale, Darby commande le 1er bataillon de Rangers (en).

## Biographie

### Jeunesse et formation
William Darby naît en 1911 à Fort Smith, Arkansas. Il intègre l'académie militaire de West Point, dont il sort en 1933 avec le grade de sous-lieutenant d'artillerie (second lieutenant). Il est promu capitaine en septembre 1940.

### Seconde Guerre mondiale
Durant la Seconde Guerre mondiale, Darby est recruté par le général Lucian Truscott de l'US Army, qui constitue le 1er bataillon de Rangers (en) en juin 1942. L'unité est inspirée des commandos britanniques. Son commandement est confié à Darby, qui part en Irlande du Nord pour diriger son entraînement. Il est promu au grade de lieutenant colonel à titre provisoire.
Le bataillon prend part à la tentative de débarquement de Dieppe menée en août 1942. Il est envoyé en Afrique du nord et participe en mars 1943 à la bataille d'El Guettar en Tunisie. En juillet, ils débarquent en Sicile et prennent part à l'offensive du général George Patton sur Palerme. Durant l'invasion de l'Italie par les forces alliées, ils participent aux opérations menées près de Salerne. Les Rangers subissent de lourdes pertes en janvier 1944 durant la bataille de Cisterna. Les survivants sont assignés au 1er Détachement du service spécial (1st Special Service Force). À partir d'avril 1944, William Darby occupe un poste à Washington. En 1945, il retourne en Europe et est affecté à la 10e division de montagne en tant qu’executive officer. Le 30 avril, il est tué au combat par un éclat d'obus. Darby est promu au grade de brigadier général à titre posthume. Son corps est rapatrié aux États-Unis et inhumé au Fort Smith National Cemetery.

## Décorations
Parmi les décorations remises à William Darby figurent la Distinguished Service Cross, la Bronze Star, la Silver Star, le Purple Heart, ainsi que l'Ordre du Service distingué.

## Reconnaissance
Des rues et des écoles portent son nom, notamment dans sa ville natale de Fort Smith et à Cisterna di Latina. À la fin des années 1940, le navire de transport USS Admiral W. S. Sims est rebaptisé USNS General William O. Darby.
William Darby est interprété par l'acteur James Garner dans le film Les commandos passent à l'attaque (Darby's Rangers), sorti en 1958. Au cours des années 2010, une marche longeant le lac de Garde est organisée en son honneur par des militaires et des vétérans américains.